# Gordon Forbes
Gordon Lovell Forbes (* 21. Februar 1934 in Burgersdorp; † 9. Dezember 2020 in Plettenberg Bay) war ein südafrikanischer Tennisspieler.

## Karriere
Sein bestes Einzelergebnis bei einem Grand-Slam-Turnier hatte Gordon Forbes 1962 bei den U.S. Championships, die später als US Open ausgetragen wurden. Im Viertelfinale unterlag er Rafael Osuna in drei Sätzen, nachdem Forbes zuvor unter anderem Nikola Pilić, Fred Stolle und Alexander Metreweli besiegt hatte.
Größere Erfolge feierte er im Doppel und im Mixed. Gemeinsam mit Abe Segal trat er viele Jahre im Doppel an und konnte vor allem im Davis Cup Siege feiern. Außerdem standen die beiden 1963 im Finale der Internationalen französischen Tennismeisterschaften, die später den Namen French Open erhielten. In diesem Finale mussten sie sich Roy Emerson und Manuel Santana geschlagen geben. Im Mixed gelang ihm mit Darlene Hard im Jahr 1955 der Sieg in Roland Garros. In Wimbledon spielte er bei seiner letzten Teilnahme 1968 mit Abe Segal gegen Alex Olmedo und Pancho Segura einen Satz, den sie 30 zu 32 verloren; die Zweitrundenniederlage kam nach vier Sätzen. Dies ist bis heute der längste Doppelsatz in der Geschichte Wimbledons. Ein Jahr später nahm er in 1969 das letzte Mal im Einzel teil und schied zum Auftakt aus. Danach nahm er nur noch selten an Turnieren in seiner Heimat teil.
Er trat zwischen 1955 und 1963 in 14 Begegnungen für die südafrikanische Davis-Cup-Mannschaft an. Bei seinen 31 Matches feierte er 20 Siege.

## Privates
Gordon Forbes hatte zwei Geschwister, die ebenfalls Tennis spielten, Jack Forbes und Jean Drysdale. Von 1956 bis 1971 war er mit der Tennisspielerin Valerie Koortzen verheiratet. Sowohl mit seiner Schwester als auch mit seiner Ehefrau konnte Forbes als Mixed-Team unterschiedliche Turniere gewinnen.
Nach seiner aktiven Tenniskarriere schrieb Forbes drei Bücher über seine Erfahrungen als Tennisspieler.
Im Alter von 86 Jahren starb er an COVID-19.

## Finalteilnahmen bei Grand-Slam-Turnieren

### Doppel

#### Finalteilnahmen
| Nr. | Datum        | Turnier                                           | Belag | Doppelpartner | Finalgegner                | Ergebnis      |
| --- | ------------ | ------------------------------------------------- | ----- | ------------- | -------------------------- | ------------- |
| 1.  | 25. Mai 1963 | Internationale französische Tennismeisterschaften | Sand  | Abe Segal     | Roy Emerson Manuel Santana | 2:6, 4:6, 4:6 |

### Mixed

#### Turniersiege
| Nr. | Datum        | Turnier                                           | Belag | Doppelpartnerin | Finalgegner             | Ergebnis      |
| --- | ------------ | ------------------------------------------------- | ----- | --------------- | ----------------------- | ------------- |
| 1.  | 5. Juni 1955 | Internationale französische Tennismeisterschaften | Sand  | Darlene Hard    | Luis Ayala Jenny Staley | 5:7, 6:1, 6:2 |

## Veröffentlichungen
- Gordon Forbes: A Handful of Summers: A Memoir. Mayflower Books, 1978, ISBN 978-0-8317-4362-8.
- Gordon Forbes: Too soon to Panic. Harper Collins, 2011, ISBN 978-0-00-638810-4.
- Gordon Forbes: I'll Take the Sunny Side: A Memoir. Bookstorm, 2018, ISBN 978-1-928257-44-8.